# 1754

## Esdeveniments
Països Catalans
Resta del món
- 28 de maig - Farmington (Pennsilvània, EUA): l'exèrcit britànic surt victoriós en la batalla de Jumonville Glen durant la Guerra Franco-Índia i inici de la Guerra dels Set Anys.
- 3 de juliol - Farmington (Pennsilvània, EUA): George Washington va patir la seva única derrota en la batalla de Great Meadows durant la Guerra Franco-Índia.

## Naixements
Països Catalans
- 2 de maig, València: Vicent Martín i Soler, compositor valencià del classicisme (m. 1806).[1]

Resta del món
- 2 de febrer, París (França): Charles Maurice de Talleyrand-Périgord, diplomàtic francès (m. 1838).

- 17 d'agost, París: Louis Fréron, polític i periodista francès, representant a l'Assemblea Nacional durant la Revolució Francesa.
- 23 d'agost, Versalles, Regne de França: Lluís XVI de França, rei de França i de Navarra, copríncep d'Andorra i duc de Berry, guillotinat el 1793.
- 5 de novembre, Mulazzo, Itàlia: Alessandro Malaspina, oficial de l'Armada Espanyola d'origen italià.

## Necrològiques
Països Catalans
Resta del món
- 11 de gener - Yangzhou, Jiangsu (Xina): Wu Jingzi (en xinès tradicional: 吳敬梓; en xinès simplificat: 吴敬梓; en pinyin: Wú Jìngzǐ), escriptor xinès de la dinastia Qing (n. 1701).[2]

- 1 de febrer - Westham, Essex: Elizabeth Tollet, poeta matemàtica i erudita britànica.[3]
- 2 de febrer - Madrid, Espanya: Jaume Bort i Melià, arquitecte valencià.
- 8 d'octubre - Lisboa, Regne de Portugal: Henry Fielding, escriptor satíric anglès (n. 1707).[4]
- 16 d'octubre: Joan Torres i Oliva, sacerdot i biògraf.